# Hōeijordbävningen 1707
Hōeijordbävningen 1707, som inträffade klockan 14.00 lokal tid den 28 oktober 1707, var den största jordbävningen i Japans historia ända till 2011 då jordbävningen vid Tohoku överträffade den. Den skapade måttlig till svår skada genom sydvästra Honshu, Shikoku och Kyūshū. Jordbävningen och den resulterande destruktiva tsunamin orsakade mer än 5 000 dödsfall. Jordbävningen kan också ha gett upphov till Fujis utbrott 49 dagar senare. Jordbävningen har fått sitt namn från den japanska regeringsperioden Hōei.

## Bakgrund
Honshus sydliga kust löper parallellt med subduktionszonen av den filippinska plattan under den eurasiska kontinentalplattan. Rörelse på denna konvergenta plattans gräns leder till många jordbävningar, några av dem väldigt våldsamma, så kallade mega-thrust-jordbävningar. 
Subduktionszonen har fem distinkta segment (AE) som kan få utbrott av sig själva. Segmenten har utbrutit antingen ensamt eller tillsammans upprepade gånger under de senaste 1300 åren. Mega-thrust-jordbävningar på denna struktur tenderar att förekomma i par, med ett relativt kort tidsgap mellan dem. Förutom två händelser 1854 fanns det liknande jordbävningar 1944 och 1946. I varje fall utbröt det nordöstra segmentet före det sydvästra segmentet. Under hōeijordbävningen 1707 var jordbävningarna antingen samtidiga eller nära nog i tid för att inte särskiljas av historiska källor.

## Skador
Hōeijordbävningen krävde mer än 5000 människoliv, samtidigt som 29 000 hus förstördes. Minst ett stort jordskred i prefekturen Shizuoka utlöstes av jordbävningen. Detta jordskred är ett av de tre största i Japan, då det omfattade ett område på 1,8 km2, med en beräknad volym på 120 miljoner m3.